# David Dencik
David Dencik, né le 31 octobre 1974 à Stockholm, est un acteur suédo-danois.

## Biographie
David Dencik est né en Suède en 1974. Il passe pourtant la majeure partie de son enfance à Copenhague, au Danemark. Entre 1999 et 2003, puis en 2009, il retourne dans son pays natal pour étudier à l’École nationale de mime et d'art dramatique (Swedish National Academy of Mime and Acting).
Après des petits rôles dans des courts métrages, Dencik se fait remarquer à la télévision grâce à la mini-série suédoise Lasermannen. Il y interprète le personnage de John Ausonius, un tueur en série qui a effrayé la Suède dans les années 1990. Ensuite, l’acteur enchaîne les rôles dans des films danois avant d'être sollicité par le cinéma britannique et américain au début des années 2010. Ainsi, en 2011, il partage l’affiche de La Taupe au côté de Colin Firth et apparaît même dans Cheval de guerre de Steven Spielberg.

## Filmographie

### Cinéma

#### Longs métrages
- 2003 : Reconstruction de Christoffer Boe : Le barman
- 2004 : Babylonsjukan de Daniel Espinosa : Stefan
- 2006 : Soap (En soap) de Pernille Fischer Christensen : Veronica
- 2006 : Istedgade de Birgitte Stærmose : Django
- 2007 : Allt om min buske de Martina Bigert : Henning
- 2007 : Uden for kærligheden de Daniel Espinosa : Shmuli
- 2007 : Erik Nietzsche, mes années de jeunesse (De unge år: Erik Nietzsche sagaen del 1) de Jacob Thuesen : Zelko
- 2007 : Daisy Diamond de Simon Staho : Jens
- 2008 : Kandidaten de Kasper Barfoed : Michael
- 2008 : Vampyrer de Peter Pontikis : Le conducteur du taxi
- 2009 : Millénium (Män som hatar kvinnor) de Niels Arden Oplev : Janne Dahlman
- 2009 : Original de Alexander Brøndsted et Antonio Tublen : Jon
- 2009 : Vanvittig forelsket de Morten Giese : Dr Christian A. Madsen
- 2009 : Brotherhood (Broderskab) de Nicolo Donato : Jimmy
- 2010 : Rosa Morena de Carlos Augusto de Oliveira : Jakob
- 2010 : Cornelis d’Amir Chamdin : Fred Åkerström
- 2011 : Juni d’Allan Gustafsson : Håkan
- 2011 : Frit fald de Heidi Maria Faisst : Marcel
- 2011 : Værelse 304 de Birgitte Stærmose : Martin
- 2011 : La Taupe (Tinker Tailor Soldier Spy) de Tomas Alfredson : Toby Esterhase
- 2011 : Happy End de Björn Runge : Richard
- 2011 : Cheval de guerre (War Horse) de Steven Spielberg : Le chef du camp de base
- 2011 : Millénium : Les Hommes qui n'aimaient pas les femmes (The Girl with the Dragon Tattoo) de David Fincher : Gustaf Morell (jeune)
- 2012 : Hamilton : Dans l'intérêt de la nation (Hamilton: I nationens intresse) de Kathrine Windfeld : Tomas Tideman
- 2012 : Royal Affair (En kongelig affære) de Nikolaj Arcel : Ove Høegh-Guldberg
- 2012 : Call Girl de Mikael Marcimain : Aspen
- 2012 : Uskyld de Sara Johnsen : Ruud
- 2013 : Vi är bäst! de Lukas Moodysson : Le père de Klaras
- 2013 : Hotell de Lisa Langseth : Rikard
- 2013 : Stockholm Stories de Karin Fahlén : Coletho
- 2014 : The Homesman de Tommy Lee Jones : Thor Svendsen
- 2014 : Kapgang de Niels Arden Oplev : Pelli
- 2014 : Gentlemen de Mikael Marcimain : Henry Morgan
- 2014 : Les Enquêtes du département V : Profanation (Fasandræberne) de Mikkel Nørgaard : Ulrik Dybbøl
- 2014 : Serena de Susanne Bier : Buchanan
- 2015 : Men and Chicken (Mænd & høns) de Anders Thomas Jensen : Gabriel
- 2015 : Kidnapping Mr. Heineken de Daniel Alfredson : Ab Doderer
- 2015 : Régression (Regression) d'Alejandro Amenábar : John Gray
- 2016 : Tordenskjold & Kold de Henrik Ruben Genz : Le docteur Mabuse
- 2016 : Der kommer en dag de Jesper W. Nielsen
- 2017 : Le Bonhomme de neige (The Snowman) de Tomas Alfredson
- 2018 : Trahison d'État (Backstabbing for Beginners) de Per Fly : Rasnetsov
- 2019 : Le Coupable idéal (Quick) de Mikael Håfström : Sture Bergwall / Thomas Quick
- 2019 : Un hiver à New York (The Kindness of Strangers) de Lone Scherfig : Lars
- 2021 : Mourir peut attendre (No Time to Die) de Cary Joji Fukunaga : Waldo Obruchev
- 2022 : Black Crab d'Adam Berg

#### Courts métrages
- 2003 : Bokseren de Daniel Espinosa : Palle
- 2005 : Bare Holger de Kasper Gaardsøe : Holger Frandsen
- 2005 : Les amours perdus de Caroline Sascha Cogez
- 2006 : Emmalou de Caroline Sascha Cogez : Eric
- 2007 : Boy Meets Girl de Søren Frellesen : Kasper Schmidt
- 2008 : Black Man de Kræsten Kusk : Jens
- 2014 : Fugue de Jakob Marky : Christoff Racz

### Télévision

#### Séries télévisées
- 2005 : Klovn, épisode « Årstiderne » (1-9) : Bud fra Årstiderne
- 2005 : Coachen, 3 épisodes : Freddy
- 2005 : Ørnen: En krimi-odyssé, épisode « Kodenavn: Erinye - Del 11 » (2-3) : Nikki
- 2005 : Lasermannen, 3 épisodes : John Ausonius
- 2006 : Anna Pihl, épisode « Indianeren » (1-5) : Tyv
- 2006 : Nynne, épisode « Elge i brunst » (1-12) : Le politicien suédois
- 2007 : Lögnens pris, 2 épisodes : Josef
- 2007 : Upp till kamp, 2 épisodes : Göran
- 2007 : The Killing (Forbrydelsen), épisode « Jour 19 - Vendredi 21 novembre » : VVC Mand
- 2007 – 2008 : Labyrint, 2 épisodes : Kim
- 2008 : Sommer, 2 épisodes : Bjørn, le conducteur d'ambulances
- 2009 : De halvt dolda, 4 épisodes : Abbe
- 2009 : Livvagterne, 2 épisodes : Dexter
- 2009 – 2010 : Blekingegade, 5 épisodes : Niels Jørgensen
- 2010 : Millenium, 2 épisodes : Janne Dahlman
- 2010 : Wallander : enquêtes criminelles (Wallander), épisode « Rebecca (Indrivaren) » (2-12) : Leo
- 2010 – 2011 : Drottningoffret, 3 épisodes : Fredric
- 2010 – 2012 : Lykke, 18 épisodes : Anders Assing
- 2011 : Den som dræber, 2 épisodes : Lars Werner
- 2013 : The Borgias, 2 épisodes : Le cardinal Orsini
- 2015 : Panthers, 3 épisodes : Guillaume van Reeth
- 2015 : Gentlemen & Gangsters, 4 épisodes : Henry Morgan
- 2017 : Top of the Lake: China Girl : Alexander « Puss » Braun
- 2019 : Chernobyl : Mikhail Gorbatchev
- 2019 : Quicksand : Peter Sander (avocat)
- 2021 : Octobre

#### Téléfilms
- 2007 : Lysets nøgle de Linda Krogsøe Holmberg : Christian
- 2012 : Hinsehäxan de Molly Hartleb : Kungen
- 2012 : Odjuret de Daniel Alfredson : Åklagaren